# Hanuš Karlík
Hanuš Karlík (23. března 1850, Rokycany – 10. ledna 1927, Praha) byl český chemik, podnikatel, vůdčí osobnost českého cukrovarnictví.

## Život

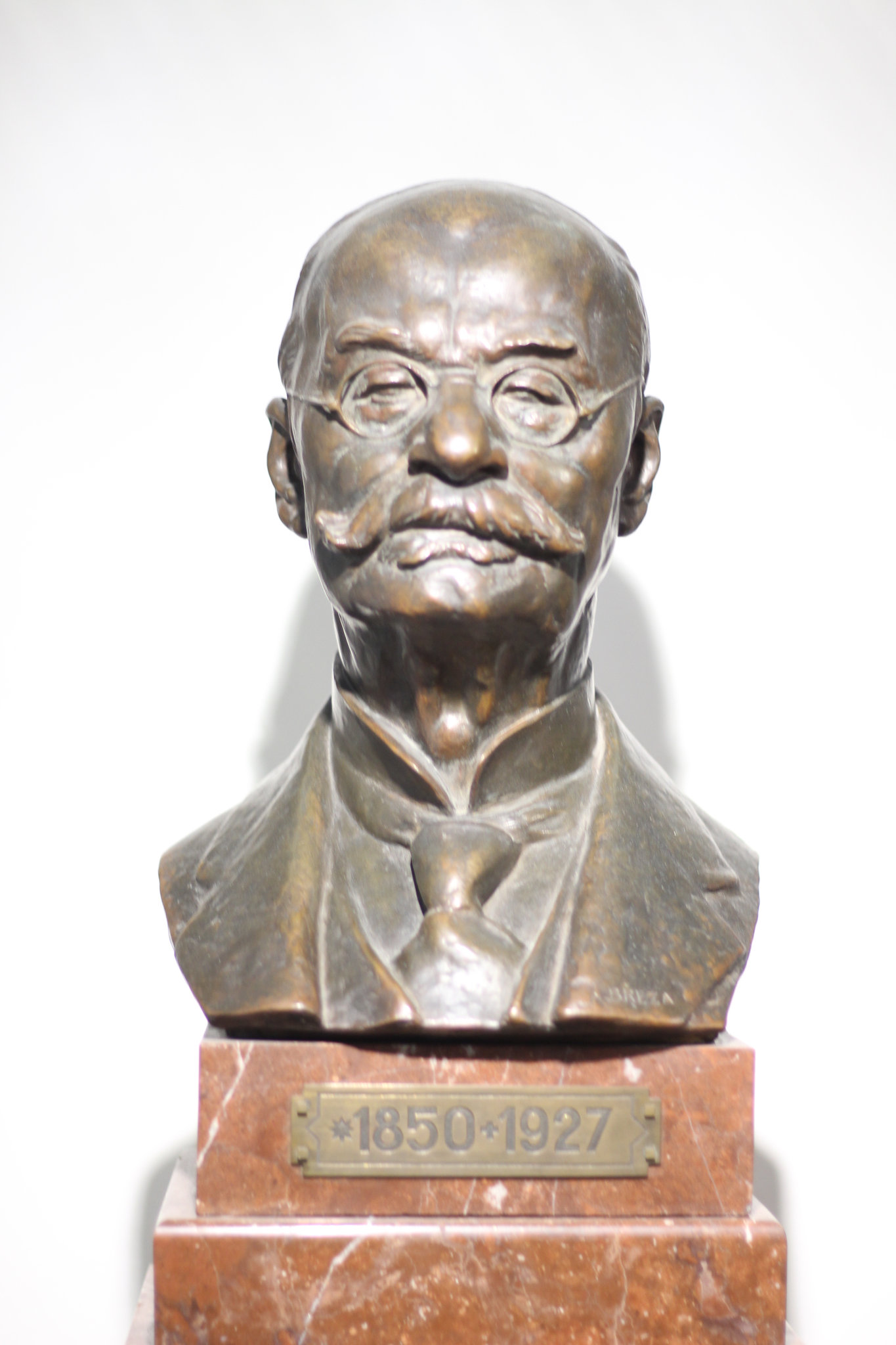
socha, Národní technické muzeum v Praze

Narodil se jako čtvrté ze sedmi dětí kantora a hudebního skladatele Františka Václava Karlíka a Kateřiny rozené Corvínové (1820-1857), dcery Petra Corvína, purkmistra v Horažďovicích. Studoval v Rokycanech (čtyřtřídka, nižší reálka), Plzni (vyšší reálka) a v Praze (Polytechnický ústav Království českého).
Po absolvování pracoval postupně v cukrovarech v Úvalech (1870), Velimi (1870), Dolním Cetně (1871), Mělníce (1872) a Záboří (1874-1881). Právě v Záboří uplatnil všechny teoretické znalosti i praktické zkušenosti a krachující podnik přivedl k nevídané prosperitě. Jeho mimořádné úspěchy neunikly členům správní rady cukrovaru v Nymburce, který se právě potýkal s velkými problémy. Hanuš Karlík nabízené místo ředitele přijal a v Nymburce pak strávil podstatnou část svého aktivního života (1881-1909). V Nymburce se proslavil jako výborný cukrovarník a schopný ředitel, z tamní továrny se stala škola cukrovarnictví. Kromě řady technologických vylepšení zavedl v cukrovaru ve spolupráci s Františkem Křižíkem elektrické osvětlení. Angažoval se i mimo cukrovar - zasloužil se mj. o zřízení reálného gymnázia, obecní plynárny a vodárny. K ukončení jeho působení v Nymburce přispěly nepokoje, které mezi dělníky inicioval revolucionář, pozdější komunistický politik a předseda Slovenské republiky rad Antonín Janoušek, otec důstojníka NKVD a brutálního vyšetřovatele StB Jaroslava Janouška.
V roce 1909 se vzdal řady svých funkcí (od vedení cukrovaru po spolkový život v Nymburce a okolí) a přesídlil s rodinou do Prahy, kde strávil zbytek života ve vlastním domě v Chotkově ulici na Malé Straně (zbořen v 60. letech 20. století). V těchto letech zastával mnoho funkcí celostátního významu a byl vyznamenán řadou ocenění, včetně čestného doktorátu. U příležitosti jeho 75. narozenin byla založena Cena dra Hanuše Karlíka ("československá Nobelova cena") - jejím první laureátem se v roce 1927 stal František Křižík.
Zemřel roku 1927 v Praze kde se konal i pohřeb, pochován byl pak poté v rodinné hrobce na hřbitově v Nymburce.

## Rodina
V době svého působení v Mělníce se seznámil a posléze oženil s Ludmilou Kallmünzerovou, dcerou okresního přednosty v Mělníce Adolfa Kallmünzera a sestrou ředitele cukrovaru v Dolním Cetně Bohuslava Kallmünzera. (Další dcerou Adolfa Kallmünzera byla herečka Marie Horská-Kallmünzerová (1847-1917), provdaná za ředitele a spolumajitele cukrovaru v Poděbradech Leopolda Dostala (1835-1907), matka básníka Adolfa, malířky Marie, herečky Leopoldy, režiséra Karla a malířky Hany.)
Z manželství uzavřeného 14. května 1873 v Mělníce se narodilo postupně 10 dětí, z nichž se 6 dožilo dospělosti. Nejstarší syn Václav vystudoval chemii v Praze a v roce 1906 se stal ředitelem cukrovaru v Poděbradech. Nejmladší syn Leopold mj. založil dopravní společnost Karlík & spol. a byl otcem malířky Olgy Karlíkové. Zetěm dcery Ludmily byl stavitel přehradních nádrží Libor Záruba (1909–2004), syn architekta a politika Josefa Záruby-Pfeffermanna.

## Členství a funkce (výběr)
- Ústřední spolek Československého průmyslu cukrovarnického - předseda
- Pensijní ústav průmyslu cukrovarnického - předseda
- Ústřední svaz československých průmyslníků - místopředseda
- Svaz českých cukrovarnických agencií - předseda
- Výzkumný ústav československého průmyslu cukrovarnického - šéf kuratoria
- Podolská cementárna - předseda správní rady
- Českomoravské elektrotechnické závody Fr. Křižík - člen správní rady
- strojírna Breitfeld-Daněk a spol. - předseda správní rady
- Pražská úvěrní banka - předseda správní rady
- Spolek Technického muzea - místopředseda

## Ocenění
- Obchodní a živnostenská komora v Plzni: stříbrná medaile (1888)
- Obchodní a živnostenská komora v Praze: zlatá medaile
- rytířský řád Františka Josefa (1905)
- čestný doktorát (1906)
- čestný občan Nymburka (1909)